# Manuel Pardiñas
Manuel Pardiñas foi um anarquista nascido na Espanha que assassinou José Canalejas, o Primeiro Ministro da Espanha. Pardiñas atirou em Canalejas em frenta da Biblioteca de San Martin em 12 de Novembro de 1912. Em seguida Pardiñas virou a arma contra si mesmo e cometeu suícidio. Seu corpo foi enviado para a cidade de El Grado na província de Huesca.